# 飛島 (鳴門海峽)
飛島是位於日本鳴門海峽旁大毛島東側的無人島，行政區劃屬於德島縣鳴門市鳴門町土佐泊浦，現被劃入瀨戶內海國立公園的範圍，島上最高點為海拔25公尺高。
島上植物主要以乌冈栎及日本石竹為主，在西側岩壁旁還有檜柏生長，此處的檜柏聚落也被德島縣政府列為天然紀念物指定文化財產。
由於鳴門海峽中的鳴門漩渦就位於此島的周邊，加上此島周邊有暗礁，常有船隻在此遭遇船難，1795年的「鳴門邊集」中也曾提過此狀況，因而此島成為有名的船難發生地點。1983年4月，島上設置了鳴門飛島燈塔。